# Joris Oprins
Joris Oprins é um cineasta e animador holandês. Como reconhecimento, foi nomeado ao Oscar 2015 na categoria de Melhor Animação em Curta-metragem por A Single Life.